# Bronisław Huberman

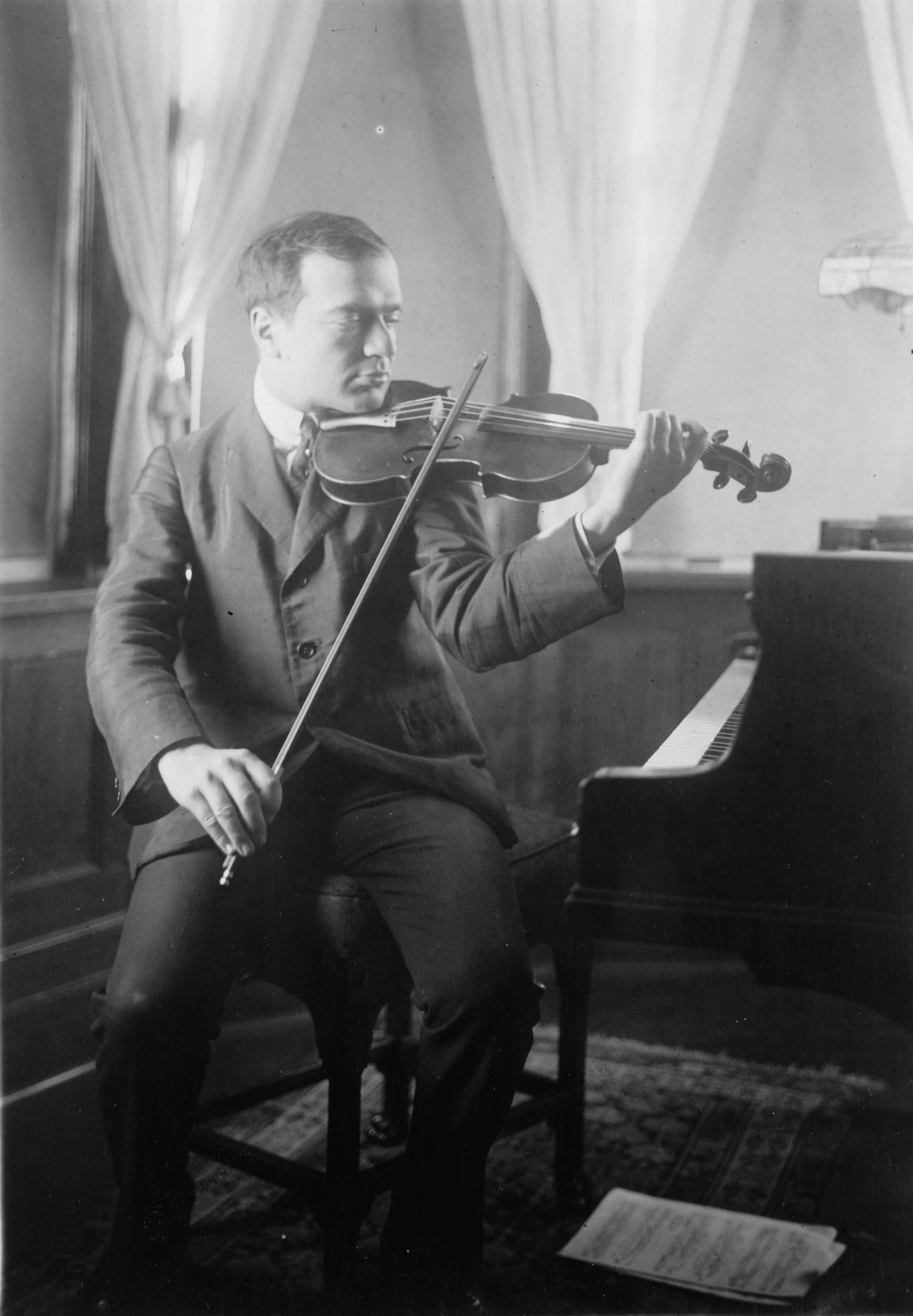
Bronisław Huberman
(Jahr und Fotograf unbekannt)

Bronisław Huberman (häufig auch: Hubermann; * 19. Dezember 1882 in Częstochowa, Kongresspolen, Russisches Kaiserreich; † 16. Juni 1947 in Corsier-sur-Vevey, Schweiz) war ein polnischer Violinist. Er gilt als einer der wichtigsten Geiger in der ersten Hälfte des 20. Jahrhunderts.

Bronisław Huberman
(Radierung von Emil Orlik, um 1910)

## Leben
Der aus einer polnisch-jüdischen Familie stammende Huberman galt als musikalisches Wunderkind. Als Sechsjähriger erlernte er das Geigenspiel und hatte schon ein halbes Jahr später erste öffentliche Auftritte. Mit zehn Jahren begann er, sein Geigenspiel in Berlin bei Joseph Joachim unter dessen Aufsicht zu vervollkommnen.
1903 spielte er auf Einladung des Bürgermeisters der Stadt Genua, Gio Batta Boraggini, vor einem auserwählten Zuhörerkreis erstmals seit Niccolò Paganinis Tod die von diesem der Stadt vermachte sogenannte „Geige Paganinis“.

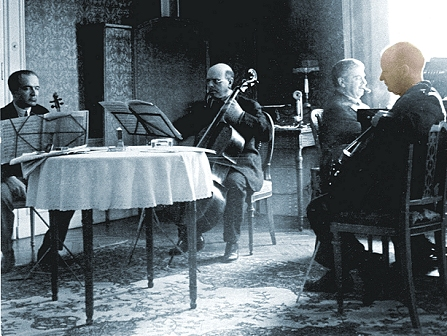
Bronislaw Huberman (links) zusammen mit Pablo Casals, Artur Schnabel und Paul Hindemith (1933)

Frühzeitig trat er auf Konzertreisen in ganz Europa auf. Häufiger Klavierbegleiter war Leopold Spielmann.
Dabei spielte Huberman eine Stradivari, die ihm sein Mäzen Graf Jan Zamoyski zur Verfügung gestellt hatte. Er suchte die Zusammenarbeit mit anderen prominenten Künstlern. Gemeinsam mit dem Cellisten Pablo Casals und dem Pianisten Ignaz Friedman spielte er 1927 verschiedene Stücke Ludwig van Beethovens.
Huberman war bekannt für seine sehr individuellen Interpretationen der Violinliteratur. Geige spielen war für ihn stets auch ein Teil des Kampfes für eine bessere Welt. Seine Einspielung des Violinkonzerts von Tschaikowski hat heute noch Vorbildcharakter, während seine Mozart-Interpretationen in ihrer kämpferischen Haltung eher als Missverständnis gelten.
Im politischen Bereich war er ein Vorkämpfer des Europagedankens und eines jüdischen Staates in Palästina. Nachdem Wilhelm Furtwängler Huberman am 30. Juni 1933 eingeladen hatte, mit den Berliner Philharmonikern zu spielen, antwortete dieser mit einem Brief, der in zahlreichen internationalen Zeitungen veröffentlicht wurde und in dem es zur Lage in Deutschland unter anderem hieß: „In Wirklichkeit ist es keine Frage von Violinkonzerten oder der Juden; das Thema ist die Bewahrung der Dinge, die unsere Väter mit Blut und Opfern erreicht haben, der elementaren Voraussetzungen unserer europäischen Kultur, der Freiheit des Individuums und seiner bedingungslosen Eigenverantwortung, unbehindert durch Fesseln von Kaste oder Rasse.“
1935 gründete Huberman das Palestine Orchestra, aus dem 1948 das Israel Philharmonic Orchestra hervorging. Durch die Verpflichtung vieler jüdischer Musiker, trotz vieler bürokratischer Hindernisse, bewahrte er diese vor dem Holocaust. Zusammen mit den Musikern konnten etwa einhundert Familien aus Mitteleuropa gerettet werden. Huberman sprach 1938 unter dem Eindruck der Reichspogromnacht einen Boykott gegen die Werke Richard Wagners aus. Inzwischen ist er mehrmals gebrochen worden.
1937, ein Jahr vor dem Anschluss Österreichs, verließ Huberman Wien, wo er bis dahin gelebt hatte, und zog in die Schweiz. Bei einem Flugzeugunfall in Sumatra im folgenden Jahr wurden sein Handgelenk und zwei Finger seiner linken Hand gebrochen. Erst nach langem Training konnte er wieder auftreten. Zu Beginn des Zweiten Weltkriegs befand er sich auf einer Tour in Südafrika und konnte erst nach Kriegsende wieder in die Schweiz zurückkehren. Erschöpft starb er am 16. Juni 1947 in Corsier-sur-Vevey.

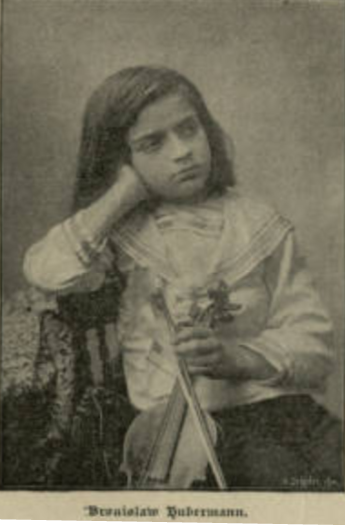
Hubermann in jungen Jahren
(Neue Musik-Zeitung 1895/16, S. 57)

Im Jahr 1936 wurde Hubermans Stradivari „Gibson“ aus der Künstlergarderobe der Carnegie Hall gestohlen. Erst 1985 tauchte sie wieder auf, als der Wander- und Auftragsmusiker Julian Altman kurz vor seinem Tod seiner Frau offenbarte, dass er seit 1936 auf dieser Stradivari gespielt hatte. Seit 2001 wird die Gibson ex Huberman von Joshua Bell gespielt.
Huberman war von 1910 bis 1913 mit der Theaterschauspielerin Elsa Marguérite Galafrés verheiratet.
Im Mai 2022 wurde im Ehrenhof von Schloss Hetzendorf in Wien-Meidling von Bürgermeister Michael Ludwig eine Gedenktafel zur Erinnerung an Huberman enthüllt.

## Werke
- Vaterland Europa. Verl. f. Kulturpolitik, Berlin 1932 ÖNB
- Z warsztatu wirtuoza (Aus der Werkstatt des Virtuosen. [Poln.])(Tlum. Krystyna Wesolowska.) [Illustr.]. Katowice 1964 ÖNB (Erstmals erschienen 1912)[1]

## Film
- 2010: Bronislaw Huberman oder die Vereinigung Europas und die Violine. Ein inszenierter Dokumentarfilm, 50 Min. Buch und Regie: Piotr Szalsza, Kamera: Mieczysław Chudzik, Produktion: Media Kontakt, TVP, PISF, Transfax.
- 2012:  Orchestra of Exiles. Dokumentarfilm. Regie: Josh Aronson. Über den Werdegang Hubermans und die Gründung des Palestine Orchestra.[10]